# Archimantis latistyla
Archimantis latistyla is een bidsprinkhaan die algemeen voorkomt in Australië. De vrouwtjes worden 11 cm lang en kunnen niet vliegen. De mannetjes blijven met 9,9 cm iets kleiner, maar kunnen wel vliegen.
Deze bidsprinkhaan is lichtbruin. Er is een ondersoort uit Bundaberg die bleekcrèmewit is met zwarte en gele vlekken tussen de vangpoten. Deze wordt maar half zo groot.